# Hot 97

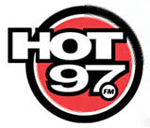
Logo Hot 97

Hot 97, auch bekannt als WQHT, ist ein Radiosender in New York City, der sich seit den 1990er Jahren auf Hip-Hop spezialisiert hat. Die Station sendet seit 1988 auf UKW 97,1 MHz. Vorher war der Sender auf der Frequenz 103,5 MHz FM zu empfangen und nannte sich dementsprechend Hot 103. In der Hip-Hop-Szene ist der Sender wegen vieler gesendeter Battles und anderer Kontroversen bekannt.

## Geschichte
Die Geschichte von Hot 97 geht bis zu dem 1940 gegründeten Sender W2XWG zurück. Über verschiedene Frequenz, Namens- und Programmänderung, darunter war der The-Beatles-Sender WYNY, wurde die Lizenz des Senders 1986 von Emmis Communications aus Indianapolis aufgekauft, die anschließend unter dem Namen Hot 103 einen Mix aus R&B, Pop, Hip-Hop, Freestyle, House und Rock sendeten. Hot 103 war der erste Sender, die regelmäßig Latino-Hip-Hop im Programm hatte. Nachdem die Quoten 1989 fielen, orientierte sich der in Hot 97 umbenannte Sender zu einem Chart und Top 40 dominierten Programm. Diese Entscheidung wurde 1993 zurückgenommen und fortan ein Programm gesendet, das dem des New Yorker Hip-Hop-Senders Kiss FM entsprach. Von 1995 bis 2005 listet das Marktforschungsinstitut Arbitron, das den amerikanischen Radiomarkt prüft, Hot 97 als einflussreichsten Sender New Yorks. Danach wurde der 2002 gegründete Sender Power 105.1 wichtiger.

## Moderatoren
Mit dem Wechsel zu dem Hip-Hop-lastigen Programm wurde auch das Personal verändert. Der bekannte DJ Funkmaster Flex, der 1990 zum Sender kam, blieb. Die Moderatoren von Yo! MTV Raps Ed Lover und Doctor Dré, nicht zu verwechseln mit dem Rapper Dr. Dre, wurden für die Morgenshow eingestellt. Weitere Moderatoren sind DJ Enuff, DJ Green Lantern, Fatman Scoop, Angie Martinez und Miss Jones.

## Bedeutung im Hip-Hop
Der Sender war mehrfach Austragungsort für Rivalitäten zwischen Rappern, sowohl auf Sendung als auch mit Gewalt vor Ort. Bei dem Beef zwischen Nas und Jay-Z wurde der Sender als Forum für die gegenseitig ausgetauschten Disstracks benutzt. Der Beginn der offenen Fehde war auf dem jährlichen Summer Jam des Senders 2001. Auch die Streitigkeiten zwischen 50 Cent und Ja Rule, sowie Eminem und Benzino/The Source wurden auf dem Sender, teilweise mit Call-ins der Konfliktparteien in das laufende Programm, ausgetragen.
Auch handfester wurde im Umfeld des Senders gestritten. Während eines Interviews von 50 Cent 2005 wurde einer seiner Begleiter durch einen Angehörigen des Tross um das ehemalige G-Unit-Mitglied The Game, der ebenfalls in der Lobby anwesend war, mit einem Schuss in den Oberschenkel verletzt. Nachdem Rapperin Lil’ Kim im Prozess wegen einer Schießerei zwischen Begleitern von Capone-N-Noreaga und der Gruppe Junior M.A.F.I.A. mit einem Verletzten im September 2001 vor den Studios des Meineids überführt wurde, wurde sie zu einem 1 Jahr Gefängnis verurteilt. Bei dem Vorfall wurde auch eine vollautomatische Pistole des Typs MAC-11 eingesetzt. Weitere Vorfälle gab es mit den Rappern P. Diddy, Busta Rhymes, Cam’ron und weiteren.
Der Vermieter des Hauses im Greenwich Village, in dem sich die Studios befinden, hat 2006 eine Räumungsklage wegen der Sicherheitsbedenken für die Nachbarschaft des Senders wegen der häufigen Gewalt eingereicht. Auslöser war der Beschuss des Sängers Jamal „Gravy“ Wollard. Dieser zog sich beim Betreten des Gebäudes im April 2006 eine Schusswunde am Gesäß zu. Das Umfeld der Studios wird vom NYPD mit Kameras überwacht.